# فقعى شائعة
فقعى شائعة (الاسم العلمي: Phaps chalcoptera)، نوع من الفقعى وفصيلة الحماميات، متوسطة الحجم. موطنه الأصلي أستراليا وهو أحد الحمامات الأكثر شيوعًا في البلاد، قادرًا على العيش في أي موطن تقريبًا، مع استثناء محتمل جدًا للمناطق القاحلة والغابات المطيرة الكثيفة.